# Jane Cannan
Jane Cannan (1822-1861) fue una artista anglo-australiana.

## Vida y trabajo
Nacida como Jane Dorothea Claude en 1822 de ascendencia hugonote de Berlín, creció en Liverpool y Ambleside en el Distrito de los Lagos de Inglaterra y fue trabajadora de caridad y maestra de escuela. En 1853, Jane se casó con David Cannan, empleado de la firma Morewood & Rogers, que fabricaba productos de hierro corrugado y galvanizado y construcciones portátiles de hierro. Jane Cannan y su esposo navegaron a Melbourne, Australia, donde su esposo fue agente de la empresa durante cuatro años.
Los dibujos de Jane Cannan de paisajes urbanos y edificios de Melbourne son importantes registros históricos australianos. Jane Cannan tuvo tres hijos: Louisa, que murió en Melbourne cuando era una niña, Charles Cannan, que se convirtió en catedrático de Oxford, y Edwin Cannan, que se convirtió en profesor en la London School of Economics. Cannan es la abuela de la novelista Joanna Cannan y la poeta May Wedderburn Cannan.
Cannan murió a la edad de 38 años de tuberculosis en Madeira, Portugal. Los cuadernos de bocetos y las cartas de Cannan forman parte de las colecciones de la Biblioteca Nacional de Australia en Canberra, la Sociedad Histórica Real de Victoria en Mitchell y el Trinity College de Oxford.